# Liste der Hallenkirchen in Belgien
▶ Liste(n) der Hallenkirchen – Übersicht
– Siehe auch Pseudobasiliken in Belgien (bisher 61 gefunden) –
Hintergrundinformationen:

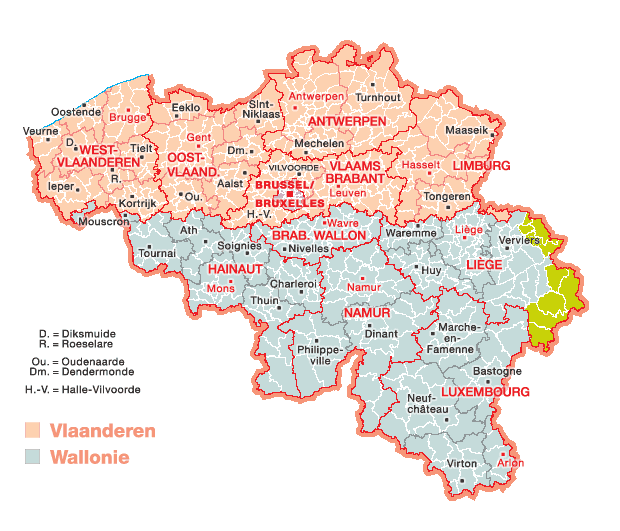

- OE = Agentschap Onroerend Erfgoed – Denkmalbehörde der Flämischen Gemeinschaft
- BC = Biens classés et zones de protection des Denkmalschutzes der Wallonischen Gemeinschaft (Inhalte in DJVU-Dateien, nur mit Spezialprogramm zu lesen)
- CW = Connaître la Wallonie – Kulturportal der Wallonischen Gemeinschaft
- OB = Kultur OstBelgien – Kultur- und Denkmalportal der deutschsprachigen Gemeinschaft

Erfassungsstand: 130, davon 8 auch als Pseudobasilika einzuordnen.

## Liste
OE + Nummer steht für die Beschreibung in der offiziellen Datenbank der Agentschap Onroerend Erfgoed (Agentur unbewegliches Erbe), einer wissenschaftlichen Einrichtung der Flämischen Gemeinschaft.

### Westflandern
– Siehe auch Pseudobasiliken in Westflandern (4) –
Anzahl: 56
| Ort                               | Bauwerk/Patrozinium                                              | Anmerkungen | Fotos | Fotos                     |
| --------------------------------- | ---------------------------------------------------------------- | --- | ----- | ------------------------- |
| Adinkerke, De Panne               | Sint-Audomaruskerk (CC) OE 16268                                 | Turm und Querschiff mittelalterlich, sonst überwiegend neugotisch |       |                           |
| Alveringem                        | Sint-Audomarus                                                   | |       | Innenfoto fehlt           |
| Beerst, Diksmuide                 | Sint-Wandregesiluskerk (CC) OE 78165                             | Pfarrei seit 1274; Kirche bis Ende 16. Jh. zur dreischiffigen Hallenkirche ausgebaut, nach Brand im Achtzigjährigen Krieg zunächst nur teilweise wiederhergestellt, nach Zerstörung im Ersten Weltkrieg bis 1937 wiederaufgebaut |       |                           |
| Beitem, Roeselare                 | Sint-Godelievekerk (CC), OE 23326                                | 1922, NEUGOTISCH anstelle einer im Ersten Weltkrieg zerstörten klassizistischen Kirche von 1865 |       | Innenfoto fehlt           |
| Beveren-aan -de-IJzer, Alveringem | Audomarus (CC) OE 15922                                          | 15. Jh. |       |                           |
| Damme                             | Onze-Lieve-Vrouwe                                                | GOTISCH, NEUGOTISCH restauriert |       |                           |
| Emelgem, Izegem                   | Sint-Pieterskerk (CC), OE 51792                                  | Hallenkirche 15. Jh. |       |                           |
| Esen, Diksmuide                   | Sint-Petruskerk (CC) OE 78190                                    | heutige Kirche nach Zerstörung von 1488, Turm ab 1524 |       |                           |
| Gijverinkhove, Alveringem         | Sint-Petrus (CC) OE 15942                                        | 13. Jh., Seitenschiffe 1913 verbreitert |       | Innenfoto fehlt           |
| Gistel                            | Onze-Lieve-Vrouw- Tenhemelopnemingskerk (Mariä Himmelfahrt) (CC) | NEUGOTISCH |       | kein geeignetes Innenfoto |
| Gits, Hooglede                    | Sint-Jacob-de-Meerderekerk (CC)                                  | NEUGOTISCH |       |                           |
| Haringe, Poperinge                | Martinuskerk (CC) OE 31395                                       | Ende 16. Jh., Turm vom romanischen Vorgänger, 12. Jh. |       |                           |
| Heestert, Zwevegem                | Pfarrkirche Onze-Lieve- Vrouw Hemelvaar (CC) OE 81076            | älteste Teile aus Tournaier Stein, Backstein Anf. 16. Jh. davon spätgotischer Hallenchor, Langhaus ab 1931 einschiffig ersetzt                                                                                                   |       |                           |
| Hoeke, Oostkerke                  | St-Jacob-de-Meerdere (Jakobuskirche) (CC), OE 78764              | Kern 13. Jh., Schiff nach Zerstörungen im 16. Jh. wiederhergestellt im 17. Jh., Frühgotischer Turm, Glockengeschoss nach dem Zweiten Weltkrieg wiederaufgebaut, Innengestaltung neugotisch                                       |       |                           |
| Hooglede                          | Sint-Amanduskerk (CC) OE 50955                                   | 15. Jh., Innenraum 1882 klassizistisch umgestaltet, Westturm (statt Vierungsturm) 1872 u. 1921 |       |                           |
| Houtem, Veurne                    | Pfarrkirche Onze-Lieve- Vrouw Hemelvaart (CC) OE 16994           | 15./16. Jh. u. 2. V. 17. Jh., Turm mittelalterlich, übrige Kirche teilw. neuer |       |                           |
| Ieper (Ypern)                     | Sint-Jacobskerk (CC), OE 30230                                   | fünfschiffig, Halle aus Mittelschiff und inneren Seitenschiffen, dazu zwei basilikal niedrige äußere Seitenschiffe |       |                           |
| Izenberge, Alveringem             | Sint-Mildreda (CC) OE 16448                                      | 15./16. Jh.; Vierungsturm 12. Jh. |       |                           |
| Klemskerke, De Haan               | Sint-Clemenskerk (CC) OE 54585                                   | 13. u. 14. Jh., urspr. Langhaus im 16. Jh. verloren, sodass Vierungsturm heute Westturm |       |                           |
| Koolkerke, Brügge                 | Niklaaskerk (CC) OE 71984                                        | Chorschluss 14. Jh.; dreischiffig ab 15. Jh., im 16./17. Jh. erneuert; Turm 1853 |       | kein Innenfoto            |
| Kortrijk                          | Sint-Maartenskerk (CC), OE 59787                                 | |       |                           |
| Krombeke, Poperinge               | (CC) OE 31272                                                    | Hallenkirche seit 15. Jh., Vierungsturm 16. Jh. |       |                           |
| Leisele, Alveringem               | Sint-Martinu (CC) OE 16066                                       | 15. Jh., Wiederherstellung 16. Jh. |       |                           |
| Leke, Diksmuide                   | Sint-Niklaaskerk (CC) OE 78346                                   | grauer Backstein, ab 1500 Wiederaufbau nach Kriegszerstörung, Umbauten 1630, 1740, 1843, umgebauter mittelalterlicher Chor als heutiges Schiff, Westturm 1921/1923 frei rekonstruierter mittelalterlicher Vierungsturm           |       | Innenfoto fehlt           |
| Lendelede                         | Sint-Blasiuskerk (CC) OE 91503                                   | Turm frühgotisch aus Stein, Erweiterungen in Backstein 16. Jh. spätgotisch u. 19. Jh. |       |                           |
| Markegem, Dentergem               | Sint-Amandus- en Sint-Luciakerk (CC) OE 84429                    | Backstein seit 13. Jh., Erweiterungen 14. Jh. |       | Innenfotos bei OE         |
| Meetkerke, Zuienkerke             | Pfarrkirche Onze-Lieve- Vrouwe Hemelvaart (CC) OE 57985          | Kern 13. Jh., Turm bis 1520, Hallenkirche seit 1644 |       |                           |
| Loppem, Zedelgem                  | Sint-Martinuskerk (CC) OE 209818                                 | Kern 13. Jh., Hallenkirche seit 1616 |       |                           |
| Lo-Reninge                        | Sint-Pieterskerk (CC)                                            | verfallen und dann NEUGOTISCH wiederhergestellt |       |                           |
| Oekene, Roeselare                 | Sint-Martinuskerk (CC), OE 23375                                 | |       | Innenfoto fehlt           |
| Oostkamp                          | Sint-Pieterskerk (CC) OE 87893                                   | ab 1559; 1820 südl. Seitenschiff verbreitert |       |                           |
| Oostvleteren, Vleteren            | Sint-Amatuskerk (CC) OE 31563                                    | 15. Jh. |       |                           |
| Oudekapelle, Diksmuide            | Pfarrkirche Sint-Jan-de-Doper (CC) OE 78463                      | Turm von Anf. 14. Jh. nach Erstem Weltkrieg originalgetreu rekonstruiert, übrige Kirche Neuschöpfung |       |                           |
| De Panne                          | (CC) OE 16180                                                    | 1860 und 1891, neugotisch |       |                           |
| Pervijze, Diksmiude               | St-Niklaas en St-Katharin (CC) OE 78495                          | 1641/1642 Wiederaufbau oder anstelle der 1585 zerstörten mittelalterlichen Kirche |       |                           |
| Pollinkhove, Lo-Reninge           | Sint-Bartholomeuskerk (CC) OE 70212                              | ab 1554 Hallenkirche aus gelbem Backstein |       |                           |
| Poperinge                         | Sint-Bertinuskerk (CC), OE 31244                                 | |       |                           |
| Poperinge                         | Onze-Lieve-Vrouwkerk                                             | |       |                           |
| Poperinge                         | Sint-Janskerk OE 31213                                           | Basilika mit Hallenchor, Hauptchor Mitte 15. Jh., Seitenchöre um 1500 |       |                           |
| Proven, Poperinge                 | Sint-Victorkerk (CC) IBE-A 14308                                 | Backstein-Hallenkirche um 1600, Turm mit Resten des romanischen Vorgängerbaus |       |                           |
| Reninge, Lo-Reninge               | Rictrude Church (CC) OE 70253                                    | 1589–1621 Wiederaufbau der Hallenkirche nach Schäden im Achtzigjährigen Krieg |       | Innenfoto fehlt           |
| Reningelst, Poperinge             | Sint-Vedastuskerk (CC) OE 31375                                  | urspr. romanisch in Eisensandstein, um 1500 Umbau zur Hallenkirche in Backstein |       |                           |
| Snaaskerke, Gistel                | Sint-Corneliuskerk (CC)                                          | NEUGOTISCH |       | Innenfoto fehlt           |
| Stalhille, Jabbeke                | Sint-Jan-de-Doperkerk (CC) OE 88800                              | ab etwa 1240 |       |                           |
| Steenkerke, Veurne                | Sint-Laurentiuskerk (CC), OE 83685                               | |       |                           |
| Tielt                             | Sint-Pieterskerk (CC), OE 86722                                  | 16. Jh. |       |                           |
| Varsenare, Jabbeke                | Sint-Mauritiuskerk (CC) OE 88873                                 | Turm 13. u. 16. Jh., Schiff neugotisch |       |                           |
| Veurne                            | Sint-Niklaaskerk, (CC), OE 16812                                 | |       |                           |
| Vlamertinge, Ieper                | Sint-Vedastuskerk (CC) OE 30804                                  | Schiff im 19. Jh. und nach dem Ersten Weltkrieg durch Neubauten ersetzt |       |                           |
| Watou, Poperinge                  | Sint-Bavokerk (CC) OE 31482                                      | 16. Jh. Ersatz einer romanischen Kirche |       |                           |
| Wenduine, De Haan                 | Heilige Kruisverheffingskerk (CC) OE 54694                       | zahlreiche Umbauten 13.–19. Jh. |       |                           |
| Werken, Kortemark                 | Sint-Martinuskerk (CC) OE 91342                                  | Turm romanisch, Schiff frühes 17. Jh., Querschiff nach Erstem Weltkrieg neoromanisch, nach Zweitem Weltkrieg erneuter Wiederaufbau                                                                                               |       |                           |
| Westkapelle, Knokke-Heist         | Sint-Niklaaskerk (CC) OE 58466                                   | Turm ab 13. Jh., nach Achtzigjährigem Krieg nur Vierung, Querschiff und Chöre wiederhergestellt; westliche Schiffe 1906–1909 neu                                                                                                 |       |                           |
| Westkerke, Oudenburg              | Sint-Audomaruskerk (CC) OE 45681                                 | Turm 13. Jh., übrige Kirche größtenteils 19. Jh. |       |                           |
| Woesten, Vleteren                 | Sint-Rectrudiskerk (CC) OE 31625                                 | Turm 1447, übrige Kirche nach dem Ersten Weltkrieg neu |       |                           |
| Zerkegem, Jabbeke                 | Sint-Vedastuskerk (CC) OE 83177                                  | 14./15. Jh., Chor frühgotisch, teilw. um 1620 wiederaufgebaut, neugotische Vergrößerung ab 1871 |       |                           |

### Ostflandern
– Siehe auch Pseudobasiliken in Ostflandern (9) –
Anzahl: 28, davon 2 Grenzfälle Hallenkirche/Pseudobasilika und 1 Kirche mit beiden Formen.
| Ort                             | Bauwerk/Patrozinium                                | Anmerkungen | Fotos | Fotos                     |
| ------------------------------- | -------------------------------------------------- | --- | ----- | ------------------------- |
| Assenede                        | Sint-Pieter-en-Sint-Martin (CC), OE 76102          | |       |                           |
| Borsbeke, Herzele               | Antoniuskerk (CC) OE 8966                          | Grenzfall Hallenkirche/Pseudobasilika |       |                           |
| Denderleeuw                     | Amanduskerk (CC) OE 8175                           | Kern 13. Jh., Hallenkirche 16. Jh. |       |                           |
| Eksaarde, Lokeren               | OLV-Hemelvaartkerk (CC), OE 18130                  | dreischiffig seit 13. Jh., Chor ab 14. Jh., Querhaus 16. Jh., erneuert 1732 und 1897                                                                             |       |                           |
| Elst, Brakel                    | Sint-Apolloniakerk (CC) OE 74048                   | klassizistisch, Turm gotisch |       |                           |
| Gent                            | Sint-Martinus (CC) OE 20298                        | Kern 12. Jh. romanisch, gotische Backstein-Hallenkirche 16. Jh.                                                                                                  |       |                           |
| Kluizen, Evergem                | Onze-Lieve-Vrouw Geboortekerk (CC), OE 33958       | 1770/1772 einschiffig, 1844/1845 Seitenschiffe, KLASSIZISTISCH                                                                                                   |       | Innenfoto fehlt           |
| Laarne                          | Sint-Machariuskerk (CC), OE 54307                  | |       |                           |
| Maldegem                        | Sint-Barbarakerk (CC)                              | KLASSIZISTISCH |       |                           |
| Michelbeke, Brakel              | Turm der Pfarrkirche Sint-Sebastiaan (CC) OE 74107 | Turm 1530, Kirche klassizistische Staffelhalle |       |                           |
| Moerbeke                        | St.-Antonius-Abt-Kirche (CC) OE 34245              | 14.–15. Jh., Staffelhalle mit hölzernen Längstonnen, Grenzfall zur Pseudobasilika                                                                                |       |                           |
| Ophasselt, Geraardsbergen       | Sint-Pieters- Bandenkerk (CC) OE 9140              | |       |                           |
| Oudenaarde                      | Sint-Walburgakerk (CC), OE 27310                   | Basilika mit Hallenchor |       | kein geeignetes Innenfoto |
| Ronse                           | Sint-Martinuskerk (CC) OE 29047                    | Schiff im 19. Jh. klassizistisch umgestaltet, Turm 15. Jh. |       |                           |
| Schellebelle, Wichelen          | Sint-Jan Onthoofding (CC) OE 76140                 | |       |                           |
| Schorisse, Maarkedal            | int-Petruskerk (CC) OE 28114                       | 1684 ff., Turm 1538 |       |                           |
| Sinaai, Sint-Niklaas            | Sint-Catharinakerk (CC) OE 15375                   | Querhaus ca. 1260, Schiff im 17. und 18. Jh. zu Hallenkirche umgebaut: neoklassische Fenster, aber gotische Gewölbe                                              |       |                           |
| Sint-Goriks-Oudenhove, Zottegem | Sint-Gorikskerk (CC) OE 9807                       | frühgot. Mittelturm, Mittelschiff und Nordschiff aus Eisensandstein, danach Backstein; erst wohl Pseudobasilika, durch klassizist. Flachdecke jetzt Hallenkirche |       |                           |
| Sint-Laureins                   | Sint-Laurentiuskerk (CC), OE 58316                 | 1350–1400, Chöre 1554 |       |                           |
| Sint-Martens-Latem              | Sint-Martinuskerk (CC)                             | NEUGOTISCH |       |                           |
| Sint-Pauwels, Sint-Gillis-Waas  | Sint-Pauluskerk (CC) OE 14881                      | Pseudobasilika mit Hallenchor, westliches Joch völlig neugotisch                                                                                                 |       |                           |
| Sleidinge, Evergem              | Sint-Joris-en- Sint-Godelieve (CC), OE 34407       | Chor 1549, Schiff 1662 |       |                           |
| Stekene                         | Heilig Kruiskerk (CC) OE 15459                     | Basilika mit Hallenchor, Chor u. Querhaus 1548, Schiff nach diversen Umbauten → 1897 rekonstruiert (Eindruck neugotisch)                                         |       |                           |
| Waarschoot                      | Sint-Ghislenuskerk (CC) OE 33247                   | Kirche nach Brand 2002 nur in Resten erhalten |       |                           |
| Wachtebeke                      | Sint-Catharinakerk (CC), OE 34347                  | |       |                           |
| Wortegem                        | Onze-Lieve-Vrouw en Sint-Rochuskerk (CC) OE        | Vierungsturm und nördlicher Querschiffsgiebel mittelalterlich, Rest neugotisch                                                                                   |       |                           |
| Zaffelare Lochristi             | Onze-Lieve-Vrouw en Sint-Petruskerk (CC) OE 34187  | Wiederaufbau 1584 und 1604–1637, Chorpartie gotische und nachgotische Halle, basilikales Schiff u. Turm neugotisch (1897–1907)                                   |       | Innenfoto fehlt           |
| Zandbergen, Geraardsbergen      | Onze-Lieve-Vrouwe (CC) OE 76451                    | 18./19. Jh.; Turm 13. Jh. |       |                           |

### Provinz Antwerpen
– Siehe auch Pseudobasiliken in der Provinz Antwerpen (11) –
Anzahl: 7
| Ort                  | Bauwerk/Patrozinium                        | Anmerkungen                                                                                              | Fotos | Fotos                     |
| -------------------- | ------------------------------------------ | --- | ----- | ------------------------- |
| Antwerpen            | Sint-Joris (CC)                            | 1853, neugotisch                                                                                         |       |                           |
| Beerzel, Putte       | Sint-Remigiuskerk (CC) OE 2435             | Schiff 17. u. 18. Jh.; Turm um 1500                                                                      |       |                           |
| Eindthout, Laakdal   | Pfarrkirche Sint-Lambertus (CC) OE 41109   | Turm, Mittelschiff, Querschiff und Chor gotisch, Seitenschiffe neugotisch (1854/1855)                    |       |                           |
| Lier                 | Heilige Familiekerk (CC), OE 10191         | 1902–1904                                                                                                |       |                           |
| Schoten              | Sint-Cordulakerk (CC) OE 14339             | nach schweren Schäden im 16. Jh. im frühen 17. Jh. wiederhergestellt; Seitenschiffe neugotisch 1850/1851 |       | kein geeignetes Innenfoto |
| Walem, Gem. Mechelen | OLV van Bijstand (Mariahilf) (CC), OE 1699 | Turm gotisch, übrige Kirche neugotisch                                                                   |       | Innenfoto fehlt           |
| Weelde, Ravels       | Sint-Michielskerk (CC) OE 75748            | 17. Jh. Seitenschiffe verbreitert, 1841/1842 Umbau zur Hallenkirche                                      |       | Innenfoto fehlt           |

### Limburg (BE)
– Siehe auch Pseudobasiliken in Belgisch-Limburg (bisher 2 gefunden) –
Anzahl: 4
| Ort                     | Bauwerk/Patrozinium              | Anmerkungen                                           | Fotos | Fotos           |
| ----------------------- | -------------------------------- | ----------------------------------------------------- | ----- | --------------- |
| Bilzen                  | Sint-Mauritiuskerk (CC), OE 558  | neugotisch, 1845, dreischiffig                        |       |                 |
| Borlo, Gingelom         | Mauritiuskerk (CC) OE 21661      | Schiff 1835, gemeinsames Dach, Querhaus und Chor 1910 |       | Innenfoto fehlt |
| 's-Gravenvoeren, Voeren | Lambertuskerk (CC) OE 37685      |                                                       |       | Innenfoto fehlt |
| Meeuwen Oudsbergen LB   | Sint-Martinuskerk, (CC), OE 3646 | GOTISCH und NEUGOTISCH                                |       |                 |

### Flämisch-Brabant
– Siehe auch Pseudobasiliken in Flämisch-Brabant (6) –
| Ort                     | Bauwerk/Patrozinium       | Anmerkungen                          | Fotos | Fotos |
| ----------------------- | ------------------------- | ------------------------------------ | ----- | ----- |
| Borchtlombeek, Roosdaal | Amanduskerk (CC) OE 40574 | Ende 16./Anfang 17. Jh., späte Gotik |       |       |

### Hauptstadtregion Brüssel
| Ort     | Bauwerk/Patrozinium | Anmerkungen           | Fotos | Fotos |
| ------- | ------------------- | --------------------- | ----- | ----- |
| Ixelles | Saint Boniface (CC) | 1846–1885, neugotisch |       |       |

### Wallonisch-Brabant
– Siehe auch Pseudobasiliken in Wallonisch-Brabant (4, darunter als Grenzfall auch die Hallenkirche) –
| Ort   | Bauwerk/Patrozinium                     | Anmerkungen                                                                                       | Fotos | Fotos |
| ----- | --------------------------------------- | ------------------------------------------------------------------------------------------------- | ----- | ----- |
| Wavre | St-Jean-Baptiste (CC) BC 25112-CLT-0002 | dreischiffiges Langhaus 15. Jh., neogotischer Chor 18. Jh., Grenzfall Pseudobasilika/Hallenkirche |       |       |

### Hainaut (Hennegau)
– Siehe auch Pseudobasiliken in Hainaut (Hennegau) (bisher 13 erfasst) –
Erfassungsstand: 17, davon 1 teils Hallenkirche, teils Pseudobasilika, 1 nicht sicher zuzuordnen
| Ort                             | Bauwerk/Patrozinium                        | Anmerkungen | Fotos | Fotos                                |
| ------------------------------- | ------------------------------------------ | --- | ----- | ------------------------------------ |
| Binche                          | Saint-Ursmer (CC)                          | |       |                                      |
| Braine-le-Comte                 | Saint-Géry (CC) BC 55004-CLT-0004          | Kern 13. Jh., Übergangsstil, Erweiterungen v. a. 15./16. Jh., „drei Schiffe gleicher Höhe“                                                              |       |                                      |
| Chapelle-lez-Herlaimont         | St-Germain (CC)                            | nach Außengestalt Hallenkirche oder Pseudobasilika |       | Innenfoto fehlt                      |
| Chimay                          | Pierre et Paul (CC)                        | 1456 gotisch, Turm 1728–1732 klassizistisch |       |                                      |
| Enghien                         | Saint-Nicolas (CC)                         | unregelmäßige Erweiterungen, Mittelschiff Grenzfall Hallenkirche/Pseudobasilika                                                                         |       |                                      |
| Gerpinnes                       | Saint-Michel (CC)                          | 1538–1561 Stufenhalle mit Gewölbeschalen aus Backstein; Anfänge älter                                                                                   |       |                                      |
| Gilly, Charleroi                | Saint-Remy (CC)                            | 18. Jh., nach Außengestalt wahrsch. Hallenkirche |       | Google Streetview: Ostansicht        |
| Gosselies, Charleroi            | St-Jean-Baptiste (CC) BC 52011-CLT-0011 CW | 1872–1878; Innenfoto |       |                                      |
| Havré, Mons                     | Kirche St-Martin (CC) CW                   | 16. Jh. |       |                                      |
| Houdeng- Aimeries, La Louvière  | St-Jean-Baptiste (CC)                      | 1779 |       |                                      |
| Landelies, Charleroi            | St-Martin (CC)                             | nach Außengestalt Südseite wohl Hallenkirche, Nordseite Pseudobasilika, Google Streetview                                                               |       |                                      |
| Maurage, La Louvière            | St-Jean-Baptiste (CC)                      | 1420, gotisch, Querhaus und dreischiffiges Langhaus von zwei Jochen, Hallenkirche oder Pseudobasilika; Chor primär romanisch, aber im 18. Jh. verändert |       | Google Streetview: Seiten- ansichten |
| Mont-sur- Marchienne, Charleroi | Saint-Martin (CC) CW BC 52011-CLT-0033     | 16. Jh. Renaissance, 18. Jh. klassizistisch |       |                                      |
| Mouscron                        | (CC)                                       | 1. H. 16. Jh.; Turm 1837–39, neugotisch; 1854 neugotische Veränderungen der übrigen Kirche                                                              |       |                                      |
| Pecq                            | Saint-Martin (CC)                          | |       |                                      |
| Le Rœulx                        | Saint-Nicolas (CC)                         | NEUGOTISCH |       | Innenfoto fehlt                      |
| Tournai                         | Saint-Brice                                | 12. Jh., romanische Basilika mit frühgotischem Hallenchor                                                                                               |       |                                      |

### Provinz Namur
– Siehe auch Pseudobasiliken in der Provinz Namur (bisher nur 2 erfasst) –
| Ort                | Bauwerk/Patrozinium | Anmerkungen                                               | Fotos | Fotos |
| ------------------ | ------------------- | --------------------------------------------------------- | ----- | ----- |
| Lavaux-Sainte-Anne | Saint-Remy (CC)     | dreischiffig, flache Decke auf schlanken Rundbogenarkaden |       |       |

### Provinz Liège (Lüttich)
– Siehe auch Pseudobasiliken in der Provinz Liège (Lüttich) (bisher 7 erfasst) –
- Hintergrundinformation: OB = amtliche Darstellung im Kulturportal OstBelgien der deutschsprachigen Gemeinschaft Belgiens.

Erfassungsstand: 11, davon 8 im deutschsprachigen Gebiet und 1 in sprachlich gemischtem Ort
| Ort                   | Bauwerk/Patrozinium                              | Anmerkungen | Fotos | Fotos                        |
| --------------------- | ------------------------------------------------ | --- | ----- | ---------------------------- |
| Amel                  | St. Hubertus (CC) OB 31027                       | 1930/31, neugotische Staffelhalle |       |                              |
| Berneau Dalhem        | Saint-Servais (CC)                               | 19. Jh. |       | Google Streetview: Chor-Ende |
| Büllingen             | St. Eligius(CC) OB 3557                          | 16. Jh. Einstützenhalle, an beiden Längsseiten je drei Schildflächen, daran anschließend neugotische Seitenschiffe und an das nördliche ein neuer, zweiter Chor |       |                              |
| Bütgenbach            | St. Stephanus (CC)                               | 1931, neuromanische Staffelhalle mit achteckigem Laternenturm                                                                                                   |       |                              |
| Kettenis, Eupen       | St. Katharina (CC) OB 31321                      | Kern 14. oder 15. Jh., Seitenschiffe 1515, gotisch, ausgeprägte Stufung Mittel-/Seitenschiffe, aber gleich hohe Gewölbebasen                                    |       |                              |
| Liège (Lüttich)       | Stiftskirche Sainte-Croix (CC) BC 62063-CLT-0006 | dreischiffiges Hallenlanghaus mit niedrigen Seitenkapellen |       |                              |
| Meyerode, Amel        | St. Martin (CC) OB 31008                         | Turm wohl 14. Jh., Langhaus teilweise 15./16. Jh., gotisch, Chor überwiegend 1928/29, ebenso Veränderungen an älteren Gebäudeteilen                             |       |                              |
| Neundorf, St. Vith    | Mariä- Himmelfahrt (CC) OB 31033                 | mehrere Bauphasen seit 12. Jh., überwiegend gotisch, Kreuzrippengewölbe, drei gleich hohe Schiffe, ein Portal 1496 Grenze zur Renaissance                       |       |                              |
| Nidrum, Bütgenbach    | Dreikönigskirche (CC)                            | neugotische Hallenkirche mit modernem basilikalem Halbrundchor                                                                                                  |       |                              |
| Waimes/Weismes        | Saint-Saturnin (CC)                              | 16. Jh., Kreuzrippengewölbe, Langhaus zweischiffig, Chor dreischiffig                                                                                           |       |                              |
| Weweler, Burg-Reuland | St. Hubertus OB 31001                            | eine zentrale Stütze, keine Jochgrenzen |       |                              |

### Provinz Luxemburg
– Siehe auch Hallenkirchen in der Provinz Luxemburg (bisher nur 1 gefunden) –
| Ort                     | Bauwerk/Patrozinium            | Anmerkungen | Fotos | Fotos           |
| ----------------------- | ------------------------------ | ----------- | ----- | --------------- |
| Attert                  | Alte Kirche Saint-Étienne (CC) |             |       | Innenfoto fehlt |
| Autelbas-Barnich, Arlon | Saint-Willibrord (CC)          | neugotisch  |       |                 |
| Bastogne                | Saint-Pierre (CC)              | spätgotisch |       |                 |